# Modelli di integrazione
I modelli di integrazione sono costrutti teorici elaborati con lo scopo di gestire le problematiche di integrazione dei migranti nella società d'accoglienza

## Una prima classificazione
La prima classificazione presa in esame è quella elaborata da Vincenzo Cesareo. Egli distingue tre fondamentali modelli di integrazione socio-culturale: il modello dell'assimilazione, il modello pluralista, il modello dello scambio culturale.

### Il modello dell'assimilazione
In questo modello la priorità consiste nell'adattamento alla cultura della società ospitante. I migranti debbono quindi conformarsi quanto più possibile ad essa, mettendo in atto processi di desocializzazione, di cancellazione delle culture d'origine e di risocializzazione rispetto ai costumi e alle norme di quella d'arrivo.

### Il modello pluralista o differenzialista
In questo modello l'alterità viene ammessa e tollerata, tanto da concepire la coesistenza di più culture all'interno di una medesima società. Nel contempo, però, vengono attivati processi di inclusione progressiva dei diversi gruppi etnici, che peraltro possono conservare i propri mores e i propri costumi, a condizione che non contraddicano o compromettano i valori generali che tengano unita l'intera società.

### Il modello dello scambio culturale
In questo modello l'alterità non solo è ammessa, ma è riconosciuta come positiva. Le diverse culture si incontrano arricchendosi vicendevolmente, rimanendo tra loro diverse, ma anche trasformandosi tramite processi di scambio.

## Una classificazione alternativa
Una classificazione alternativa è quella proposta da Giovanna Rossi. Quattro sono i modelli di integrazione presi in esame da questa autrice: il modello di fusione o melting pot, il modello assimilativo, il modello funzionalista e il modello multiculturalista.

### Il modello di fusione omelting pot
Il modello di fusione si basa sulla metafora della società come una pentola in cui si mescolano le varie comunità presenti (melting pot). Il risultato è quello di dar vita ad una società omogenea, frutto della fusione di tutte le culture che in essa coesistono. Il rischio principale è quello di ridurre la società a una somma di comunità incapaci di entrare in contatto tra loro e confrontarsi.

### Il modello assimilativo.
Il modello assimilativo affonda le sue radici nella visione colonialista europea. Esso prescrive l'assimilazione delle comunità altre alla cultura del Paese ospitante. Tale assimilazione deve essere totale, tanto che gli immigrati devono rinunciare alle proprie tradizioni, alle proprie leggi e alle usanze della propria comunità di origine. Secondo questa prospettiva dunque l'integrazione viene intesa come uguaglianza di trattamento, che si sostanzia nella totale neutralità e laicità dello Stato. L'unico interlocutore della comunità nazionale francese diventa così il singolo individuo e i gruppi sociali perdono qualunque tipo di influenza.

### Il modello funzionalista
Il modello funzionalista si basa sul presupposto che il processo di integrazione dell'immigrato sia particolarmente difficoltoso. La relazione che si instaura tra migrante e società d'accoglienza è eminentemente strumentale e utilitaristica e si fonda sul principio dell'esclusione differenziale: i migranti vengono inseriti in alcuni ambiti sociali, scoraggiandone però lo stanziamento definitivo. La prospettiva, quindi, è quella di una permanenza temporanea dei migranti sul territorio del Paese d'accoglienza. Al migrante viene così riconosciuto soltanto lo status di lavoratore-ospite.

### Il modello multiculturalista
Il modello multiculturalista trae anch'esso origine dalla visione colonialista europea. L'idea sulla quale si fonda è quella di valorizzare le diverse culture riconoscendone la dignità e il valore. Nella comunità nazionale d'accoglienza grande importanza viene riconosciuta alle singole comunità etniche, che divengono interlocutori pubblici di primaria importanza. Il rischio maggiore, però, è quello di incappare in un relativismo culturale che non permetta ai diversi gruppi di dialogare ma li porti allo scontro.

## Modelli nazionali di incorporazione

### Germania
La Germania è da considerarsi come l'esempio paradigmatico di un modello d'incorporazione ispirato all'esclusione differenziale, che prevede l'inserimento dei migranti soltanto in alcuni ambiti sociali (in particolare nel mercato del lavoro), negando loro, al contempo, il diritto di partecipare alla vita politica e di acquisire la cittadinanza. Alla base di questo modello vi è la nozione di Gastarbeiter ("lavoratore-ospite") e l'idea di soddisfare i fabbisogni del sistema produttivo nazionale immettendo lavoratori stranieri per un tempo determinato, senza prevedere il loro stanziamento definitivo.
È evidente come il modello d'integrazione tedesco così formulato dia origine a numerose problematiche e criticità, a partire dal trattamento riservato alle seconde generazioni. Tuttavia, negli anni Novanta si è fatta strada una nuova concezione del fenomeno migratorio e ha preso avvio un lento ma progressivo processo di ripensamento e mutamento nel senso della moderazione di tale modello.

### Francia
La Francia rappresenta l'esperienza paradigmatica del modello assimilazionista, fondato sull'idea di uno stato laico che garantisca l'uguaglianza di tutti i cittadini di fronte alla legge, non riconoscendo diritti e trattamenti particolari alle minoranze etniche. I migranti sono tenuti a conformarsi completamente alla cultura e alla società francese. Viene così esclusa dalla vita pubblica ogni espressione della differenza.
Esistono degli evidenti limiti a questo modello. Innanzitutto, le politiche d'integrazione non dovrebbero considerare l'appartenenza etnica e il retroterra culturale degli individui e dei gruppi. Tuttavia, nei fatti, l'elemento etnico e culturale prevalente in una data realtà è essenziale per permettere la concretizzazione di tali politiche. Inoltre, in molti casi l'integrazione socio-professionale dei migranti appare particolarmente difficoltosa, nonostante l'avvenuta assimilazione culturale: i giovani di discendenza extraeuropea sono frequentemente vittima di discriminazione e pregiudizio, di difficoltà di inserimento lavorativo e di condizioni abitative disagiate. L'emergere di conflitti etnici mette quindi in discussione il principio secondo cui la cittadinanza politica e l'uguaglianza di fronte alla legge siano sufficienti a garantire l'integrazione socio-culturale dei migranti nella società francese. Infine, la crescente ostilità da parte dell'opinione pubblica francese nei confronti degli stranieri ha permesso la formazione di uno dei partiti xenofobi più forti dell'intero panorama politico europeo. Appare evidente allora la necessità di rivedere il modello assimilazionista alla luce di queste considerazioni.

### Gran Bretagna
Il modello d'incorporazione caratteristico della Gran Bretagna affonda le sue radici nell'esperienza coloniale del Commonwealth. Esso contempla, accanto al principio di pari opportunità, anche il riconoscimento della diversità culturale e può essere definito come un approccio multiculturalista. La legislazione che si è sviluppata a partire dal secondo dopoguerra, infatti, ha preso in riferimento il modello nordamericano, enfatizzando i temi dei diritti civili e della partecipazione al mercato del lavoro, ponendosi come principale obiettivo la lotta contro la discriminazione su base etnica e razziale. Nonostante questo, quest'ultima non è sparita e la difficoltà di convivenza tra culture ed etnie diverse è spesso degenerata in conflitti urbani particolarmente violenti (molto più contenuti, comunque, rispetto alle rivolte francesi in determinati quartieri). Proprio in base a questi elementi di riflessione, in tempi recenti, la discussione sul modello multiculturalista inglese è ritornata di grande rilevanza.

### Italia
Il modello d'integrazione italiano è ancora oggi in via di costruzione.
I Paesi mediterranei infatti hanno raggiunto molto lentamente la consapevolezza del loro nuovo ruolo nel sistema migratorio internazionale e dell'esistenza di un fabbisogno di manodopera di importazione.
In Italia, un ritardo di comprensione di questo tipo, ha rallentato l'elaborazione di un modello di politica migratoria, lasciando spazio per contro a un alternarsi di politiche incerte, con una forte delega della gestione agli enti locali e istituzioni religiose e laiche della società civile. D'altra parte c'è chi considera l'Italia come un paese che, con alcune sue leggi (in particolare con la legge Turco-Napolitano, n.40, del 1998), ha anticipato, o meglio si è trovata in sintonia con le politiche migratorie di integrazione “caldeggiate” dalla Commissione europea, in particolar modo con il Trattato di Amsterdam, e teso a “comunitarizzare” progressivamente la materia al riguardo di visti, asilo, immigrazione e altre politiche connesse con la libera circolazione delle persone.
La prima normativa organica in materia è stata elaborata nel 1998 con il primo Testo Unico sull'immigrazione (Legge Turco-Napolitano, n. 40, 1998, e D.Lgs. n. 286, 1998) ispirato dalla visione dell'immigrazione come elemento ormai strutturale della società contemporanea. Essa riconosce la presenza, accanto ai fattori espulsivi, di fattori attrattivi che hanno a che fare con il fabbisogno di manodopera di importazione da parte dell'economia italiana, prevedendo un preciso meccanismo di determinazione annuale di quote di ingressi per “motivi di lavoro” e istituendo per la prima volta in Italia centri di permanenza temporanea per gli stranieri sottoposti a provvedimenti di espulsione.
La legge prefigura un modello di integrazione basato su quattro tasselli: interazione basata sulla sicurezza; tutela dei diritti della persona atti ad assicurare un minimo di integrità ai regolari, con la sua estensione agli irregolari; integrazione dei regolari; interazione basata sul pluralismo e comunicazione. La legge prevede infine di attuare le proprie politiche utilizzando anche l'intermediazione del privato sociale, mettendo in campo così una sorta di strategia di integrazione indiretta.
Questo modello ha ricevuto giudizi per lo più positivi da parte degli esperti in virtù dell'apertura sui diritti sociali. Per contro, e ciò ne costituisce un limite fondamentale, essa manca di qualsiasi apertura sui diritti politici (es., diritto di voto alle amministrative, prima previsto poi stralciato per consentire l'approvazione in Parlamento).
Uno degli aspetti negativi più rilevanti della normativa riguarda la sua concreta attuazione, che viene sistematicamente ostacolata dall'inefficienza della burocrazia italiana, da un'inadeguata informazione degli attori istituzionali chiamata ad applicarla e da un'eccessiva discrezionalità amministrativa e diversificazione territoriale nella sua applicazione.
La legge successiva, la Legge Bossi-Fini del 2002, introduce integrazioni e modifiche. Essa non semplifica la precedente architettura istituzionale, ma rivede in senso più restrittivo l'ingresso e la permanenza in Italia per motivi di lavoro. Questa legge genera preoccupazione per l'accesso alle procedure di asilo, per la detenzione dei richiedenti asilo in violazione degli standard previsti dalla normativa internazionale e per la violazione del principio del non-refoulement (non respingimento) che vieta di rimpatriare ed espellere forzatamente i richiedenti asilo verso Paesi in cui potrebbero essere a rischio di gravi abusi dei diritti umani.
In conclusione, il modello italiano di inclusione presenta alcuni aspetti di peculiarità giuridica rispetto ai modelli di altri Paesi europei e la normativa, ma rimane in via di definizione.